# I'll Be Waiting/Blackball
«I'll Be Waiting/Blackball» es el primer sencillo de la banda estadounidense de punk rock The Offspring. Las dos canciones del vinilo fueron lanzadas como la 9ª y 10.ª canción en su debut álbum homónimo que fue lanzado en 1989 (y relanzado en 1995.) También fue el primer sencillo publicado por la banda. El sencillo fue lanzado en 1986, tres años antes del lanzamiento del álbum de estudio. El sencillo es un doble lado A (Es decir, ninguno de los dos lados es considerado más importante que el otro), con "I'll Be Waiting" y "Blackball", y es el único de doble lado A emitido por The Offspring. Una versión demo de la canción "I'll Be Waiting" (entonces conocida como "Fire and Ice") se puede escuchar en álbum recopilatorio Subject to Blackout, que también fue lanzado en 1986 (Esta versión también está disponible para descargar de forma gratuita desde el sitio web europeo de The Offspring).
Tanto "I'll Be Waiting" como "Blackball" no clasificaron a ninguna lista, por lo que ambas canciones no se incluyeron en su álbum recopilatoro Greatest Hits, que fue lanzado en 2005.
Las sombras de la portada de este sencillo también se pueden ver en la portada trasera del CD de The Offspring.

## Listado de canciones
El sencillo fue lanzado en un disco de vinilo de 7" de 45 RPM.
| N.º                  | Título            | Duración |  |
| 1.                   | «I'll Be Waiting» | 3:12     |  |
| 2.                   | «Blackball»       | 3:24     |  |
| Duración total: 6:36 |                   |          |  |

## Lanzamiento
Por sí misma, la banda lanzó "Blackball" a través de "Black Label Records" (Nombre que le dio la banda debido a una marca de cerveza), en un disco de vinilo de 7". Solo 1000 copias de este disco fueron hechas. 500 de ellas fueron publicadas con una portada y 500 sin. Le llevó dos años y medio a la banda para vender todas las copias realizadas. Los copias que quedan cuestan más de $100 debido a su escasez. Para los coleccionistas, es considerado el lanzamiento más raro en el catálogo de The Offspring. Fue lanzada una reedición en 1994.

## En la cultura popular
- La canción «Blackball» aparece en el videojuego Tony Hawk's Pro Skater 4.[6]

## Créditos
- Dexter Holland (Mencionado como B. Holland or Bryan Holland) – Vocalista[7]
- Noodles (Mencionado como Child C-2017) – Guitarra[7]
- Greg K. (Mencionado como Greggor) – Bajo[7]
- James Lilja (Mencionado como James Frederick Lilja) – Batería[7]